# Poljanak
Poljanak je malo mjesto pored Plitvičkih Jezera na cesti D42. 

## Povijest
Tijekom Domovinskog rata potpuno je uništeno, a nakon rata je obnovljeno. Stanovništvo se uglavnom bavi turizmom i većina je zaposlena u Nacionalnom parku Plitvička jezera.

## Stanovništvo
| broj stanovnika |       |       |       |       | 129   | 115   | 116   | 193   | 217   | 229   | 201   | 186   | 209   | 160   | 67    | 98    | 81    |
|                 | 1857. | 1869. | 1880. | 1890. | 1900. | 1910. | 1921. | 1931. | 1948. | 1953. | 1961. | 1971. | 1981. | 1991. | 2001. | 2011. | 2021. |

Apsolutno većinsko i jedino autohtono stanovništvo su Hrvati.
- 2001. – 67
- 1991. – 160 (Hrvati – 145, Srbi – 5, Jugoslaveni – 1, ostali – 9)
- 1981. – 209 (Hrvati – 173, Jugoslaveni – 19, Srbi – 12, ostali – 5)
- 1971. – 186 (Hrvati – 165, Jugoslaveni – 12, Srbi – 9)

## Vanjske poveznice
- Poljanak na fallingrain.com